# Personnages de Resident Evil: Revelations
 (août 2012).
Si vous disposez d'ouvrages ou d'articles de référence ou si vous connaissez des sites web de qualité traitant du thème abordé ici, merci de compléter l'article en donnant les références utiles à sa vérifiabilité et en les liant à la section « Notes et références ».
Cette page répertorie les différents personnages du jeu vidéo Resident Evil: Revelations.

## Chris Redfield
Chris est un ancien membre des STARS et un agent de la BSAA, lui et sa partenaire Jessica Sherawat seront envoyés dans les montagnes pour enquêter sur la disparition de Veltro, à la suite des événements de Terragrigia. Lui et Jessica seront portés disparus dans la mer Méditerranée. En vérité, ils n'ont pas disparu et ils iront secourir Jill Valentine et Parker Luciani, qui sont tombés dans un piège en les cherchant sur le Queen Zenobia. Après différentes péripéties, il s'enfuira avec Jill dans un hélicoptère piloté par Kirk Mathison. Finalement ils se rendront dans le troisième bateau, le Queen Dido, et combattront Jack Norman qui possède les preuves de ses transactions avec Morgan Landsdale, directeur du FBC. Ils tueront Norman après qu'il ait muté et feront tomber Landsdale grâce aux preuves qui se trouvaient dans le PDA du chef de Veltro. Il est jouable.

## Jill Valentine
Jill est une ancienne membre des STARS, une survivante de Raccoon City et une agent de la BSAA. Elle sera envoyée elle et son partenaire Parker Luciani à la recherche de Chris Redfield et Jessica Sherawat, portés disparus en enquêtant sur Veltro. Ils se rendront sur le Queen Zenobia, navire à la dérive dans la mer Méditerranée. Elle s'enfuira avec Chris dans un hélicoptère piloté par Kirk Mathison.
Elle est jouable.

## Jessica Sherawat
Elle était agent du FBC puis a démissionné.
Plus tard, elle fait partie de la BSAA et est la partenaire de Chris Redfield en 2005, ils sont envoyés pour enquêter sur Veltro qui a disparu à la suite de la panique de Terragrigia. Ils seront alors portés disparus et Jill Valentine et Parker Luciani seront envoyés à leur recherche. En vérité, elle et Chris iront secourir leurs deux amis qui sont tombés dans un piège, ils tomberont dans le Queen Semiramis et non dans le Queen Zenobia où Jill et Parker se trouvent. Ils finiront par les retrouver et Jessica abattra l'homme au masque apparemment à l'origine de tout ça, ce dernier s’avérera être Raymond Vester.
En réalité, Jessica est une traître employée par la société pharmaceutique Tricell, elle enclenchera l'autodestruction du Queen Zenobia et tirera sur Parker. Elle s'enfuira du bateau par la suite.

## Parker Luciani
Parker a été un agent du FBC.
Durant la panique de Terragrigia, en 2004, il était le partenaire du trio qu'il formait avec Jessica Sherawat et Raymond Vester. Puis, peu après cette attaque bioterroriste, il quitta le FBC pour ensuite, rejoindre la BSAA.
En 2005, il devint le partenaire de Jill Valentine, pour mener l'enquête sur Veltro et retrouver Chris Redfield et Jessica dans le Queen Zenobia. Mais ce fut un piège où Jill et Parker tomberont.
On apprendra à la fin du jeu, qu'il fût retrouvé sain et sauf au large de la République de Malte, dérivant dans la mer Méditerranée.
Après un mois d'hospitalisation, Parker reprit ses fonctions au quartier général du BSAA en tant qu'agent des Opérations Spéciales.
Il est jouable.

## Clive R. O'Brian
Clive R. O'Brian est le directeur du BSAA.
Il fait "revivre" Veltro pour faire tomber Morgan Lansdale.
Clive R. O'Brian a assumé la responsabilité de ses actes et a démissionné de son poste de directeur du BSAA. Il est actuellement consultant auprès du BSAA.
Il a également commencé à écrire un roman policier.

## Morgan Landsdale
Morgan Landsdale est le commissaire du FBC. il enverra ses troupes à Terragrigia, envahie par les A.B.O. de Veltro où ils utiliseront la puissance solaire pour détruire la ville et les créatures. En réalité, Morgan fait affaire avec Jack Norman, chef de Veltro qu'il trahira et laissera pour mort sur le Queen Dido.
Un an plus tard, il se fera piégé par Clive R. O'Brian, directeur du BSAA, qu'il croyait avoir piégé lui-même. Ses activités enregistrées sur le PDA retrouvé de Norman seront dévoilées par Chris Redfield et Jill Valentine, il sera alors arrêté et démis de ses fonctions de commissaire du FBC.

## Raymond Vester
Raymond Vester est un agent du FBC. Lors de la panique de Terragrigia, Raymond, nouveau, sera attaqué par des Hunters et sauvé par les agents Parker Luciani et Jessica Sherawat, eux aussi agents du FBC à cette époque. Ils lui feront des bandages et rejoindront le directeur Morgan Landsdale. Raymond le surprendra au téléphone et commencera à douter des bonnes intentions de Landsdale.
En 2005, un an après Terragrigia, il sera envoyé avec sa partenaire Rachael sur le Queen Zenobia. Séparé de sa coéquipière, il rencontre Jill et Parker du BSAA. En vérité vers on apprendra plus tard qu'il travaille pour le BSAA et qu'il était un agent double depuis la fin de la catastrophe de Terragrigia, déguisé comme le chef de Veltro (avec un masque) il se fera abattre par Jessica, qui se révélera être une traître, mais il reviendra car il portait une tenue en Kevlar. Malheureusement Jessica leur échappera, à lui et à Parker qu'il sauvera plus tard, alors que blessé d'une balle de Jessica et apparemment mort, il avait survécu.
À la fin de RE Revelations, après le générique, lui et Jessica se retrouve dans un café, ou il lui donne une fiole du virus T-Abyss, ce qui laisse penser qu'il était aussi un traître au BSAA.

## Rachael Foley
Métier: Agent et membre actif du FBC (Federal Bioterrorist Commission).
Statut: Morte
Alignement: Probablement bon
En 2005, Rachael et son partenaire Raymond Vester ont été envoyés à bord du Queen Zenobia et furent contraints de se séparer durant leur mission. Alors que Rachael se dirigeait vers l'arrière du navire, elle parvient à trouver la clé de l'Ascenseur menant aux cales du bateau. En regardant aux alentours, elle aperçu un liquide visqueux émanant d'un conduit d'aération et s'approcha pour l’examiner. Cependant, elle fut surprise par l'apparition soudaine d'un humanoïde, appelé Ooze, sortant du conduit. Rachael tente de le tuer à l'aide de son pistolet mais la créature lui assène un coup qu'elle parvient à éviter et s'enfuit.
Elle traverse la cafétéria et arrive dans un couloir grouillant de monstres, alors elle essaye de s'en débarrasser mais étant à court de balles, elle jette son arme et court vers un ascenseur. À peine le temps de reprendre son souffle, la demoiselle se fait attaquer par un Ooze qui lui lacère la jambe. Craignant sa dernière heure arrivée, les portes de l'ascenseur s'ouvrent et Rachael réussi à sortir et s'enferme dans la salle de recherche. Ayant a peine retrouver ses esprits, Rachael se retrouve encerclée de créatures et se fait étrangler par l'une d'elles. Celle-ci se fait infecter par le virus T-Abyss. À l'arrière, il est possible d'apercevoir Jill Valentine qui assiste à la scène.
Les intentions de Rachael à bord du Queen Zenobia étaient d'évaluer et de détruire toutes preuves pouvant incriminer le directeur du FBC Morgan. Plus tard, lorsque l'on trouve son journal, on apprend que Rachael ne voulait pas aller en mission sur ce navire et qu'elle avait une vision très sombre et pessimiste sur ses chances d'y survivre.

## Keith Lumley
Keith est un agent de la BSAA, il fait équipe avec Quint Cetcham en 2005.
Ils vont à l'aéroport de Valkoinen Mökki pour mener l'enquête sur Veltro et ils se rendront compte que c'est O'Brian qui a fait "revivre" Veltro.
Il est jouable.

## Quint Cetcham
Quint Cetcham est un agent de la BSAA, dans le quartier R&D. Il fait équipe avec Keith Lumley en 2005. Ils vont à l'aéroport de Valkoinen Mökki pour mener l'enquête sur Veltro. Grâce à ses talents en informatique, il se rendra compte que c'est O'Brian (directeur de la BSAA) qui a fait "revivre" Veltro.

## Kirk Mathison
Kirk Mathison est un pilote de la BSAA.
Il est envoyé chercher Jill et Chris sur le Queen Zenobia pour les sauver. Il leur envoie des lance-roquettes pour abattre le Malacoda et les récupère pour enfin leur donner deux ultimes lance-roquettes pour achever le monstre.
Il apparaît déjà dans Resident Evil 5.

## Jack Norman
Jack Norman est le chef du groupe terroriste Veltro. Il fera affaire avec Morgan Landsdale, commissaire du FBC, qui le trahira et le laissera pour mort sur le Queen Dido, infecté par le virus T-Abyss avec sur lui, les preuves de leurs affaires sur son PDA. Un an plus tard, il sera retrouvé par Chris Redfield et Jill Valentine, il s'injectera alors le T-Abyss et mutera pour combattre les deux agents qui le tueront finalement.